# 양평 상자포리 마애여래입상
양평 상자포리 마애여래입상(楊平 上紫浦里 磨崖如來立像)은 대한민국 경기도 양평군 개군면 상자포리에 있는 고려시대의 마애불이다. 2000년 3월 24일 경기도의 유형문화재 제171호로 지정되었다.

## 개요
경기도 양평군과 여주군의 경계인 파사산에는 신라시대 때 만든 파사성이 있다. 이 파사성 서북쪽 옆산의 정상 아래에는 거대한 암벽을 수직으로 깎아 5.5m 높이의 불상을 새겼다.
2개의 원으로 표현된 머리광배를 갖추고 있는 불상은, 엎어진 연꽃무늬가 새겨진 대좌(臺座) 위에 서 있다. 상당한 크기의 불상임에도 불구하고 전체적인 신체의 균형이 잘 잡혀 있는 모습이다. 사각형의 얼굴에 눈·코·입이 큼직하게 표현되었고, 귀는 어깨까지 길게 늘어져 있다.
일반적인 부처의 복장과는 반대로 오른쪽 어깨를 감싸고 왼쪽어깨를 드러내고 있는 독특한 모습을 하고 있다. 가슴 부분에서는 큰 곡선의 옷주름이 표현되었고, 왼팔에 걸쳐진 옷자락은 작은 곡선을 이루고 있다. 오른손은 팔꿈치가 각이 진 상태로 가슴 부분에 놓여 있으며, 왼손은 그 형태를 알아보기 힘들만큼 마멸이 심하다.
선으로 불상을 표현하는 방법은 고려시대에 유행한 것으로, 동화사 염불암마애여래입상이나 인접한 이천의 영월암마애여래좌상과 비슷한 표현을 보인다.

## 같이 보기
- 대구 동화사 염불암 마애여래좌상 및 보살좌상 - 대구광역시 유형문화재 제14호
- 이천 영월암 마애여래입상 - 보물 제822호

## 참고 문헌
- 양평상자포리마애여래입상 - 국가유산청 국가유산포털